# 대한민국 민법 제352조
대한민국 민법 제352조는 질권설정자의 권리처분제한에 대한 민법 물권법 조문이다.

## 조문
제352조(질권설정자의 권리처분제한)  질권설정자는 질권자의 동의없이 질권의 목적된 권리를 소멸하게 하거나 질권자의 이익을 해하는 변경을 할 수 없다.

第352條(質權設定者의 權利處分制限) 質權設定者는 質權者의 同意없이 質權의 目的된 權利를 消滅하게 하거나 質權者의 利益을 害하는 變更을 할 수 없다.

## 참고 문헌
- 오현수, 일본민법, 진원사, 2014. ISBN 978-89-6346-345-2
- 오세경, 대법전, 법전출판사, 2014 ISBN 978-89-262-1027-7
- 이준현, LOGOS 민법 조문판례집, 미래가치, 2015. ISBN 979-1-155-02086-9
- 김기윤, <김기윤 변호사의 생활법률 Q&A> 임차인이 매수인으로, 질권도 승계…은행 채무 변제 책임은 누구에게? 일요시사 2022.05.23